# برونوبول

## الاستخدام الصيدلاني
مادة حافظة مطهرة .
يُستخدم البرونوبول بتركيز (0.01-0.1)% كمادة حافظة إما لوحده أو بالمشاركة مع المواد الحافظة الأخرى في الأشكال الصيدلانية موضعية التطبيق، مستحضرات التجميل ومواد الزينة .

## التأثير على صحة الجسم
يُستخدم البرونوبول بشكل واسع في المستحضرات الصيدلانية موضعية التطبيق ومستحضرات التجميل وكمادة حافظة .وعلى الرغم من أنه سجلت بعض الآثار الجانبية له حيث سبب تخريشاً وردود فعل تحسسية بعد تطبيقه موضعياً. لكنه عموماً يعتبر مادة غير مخرشة وغير محسسة بالتراكيز 0.1% . وبتراكيز 0.02% يُستخدم البرونوبول بكثرة كمادة حافظة في المستحضرات التي تحد من التحسس .
ولقد أثبتت دراسات السمية التي أجريت على الحيوانات عدم وجود سمية ضوئية phototoxity ولا أي دليل على أنه مادة مولدة للطفرات سواء في التجارب داخل الزجاج أو على الكائنات الحية كما لم تُشر إلى حدوث أي أورام عند استخدامها مع القوارض سواء بتطبيقها موضعياً أو وضعها فموياً.
وعلى الرغم من الدراسات التي أجريت حول قدرة البرونوبول لتحرير النتريت عند تفككه والتي عند وجود أمينات معينة فإنها قد تولد أمينات نيترية nitro amines وتشكل هذه المواد في المستحضرات الصيدلانية ربما تنقص معدل تركيز البرونوبول إلى 0.01% وتشمل كذلك مواد مضادة للأكسدة مثل 0.2% من ألفا توكوفيرول 
```
0.05% butylated hydroxytoluene .
```

			LD50 (dog,oral) = 25 mg/kg
			LD50 (mouse,IP) = 15.5 mg/kg
			LD50 (mouse,IV) = 46 mg/kg
			LD50 (mouse,oral) = 250 mg/kg
			LD50 (mouse,sc) = 116 mg/kg
			LD50 (mouse,skin) = 4.75 g/kg
			LD50 (rat,IP) = 26 mg/kg
			LD50 (rat,IV) = 37.4 mg/kg
			LD50 (rat,oral) = 180 mg/kg
			LD50 (rat,sc) = 170 mg/kg
			LD50 (rat,skin) = 35 g/kg

## سلامة الاستعمال
تختلف الاحتياطات المتبعة أثناء التعامل مع المادة باختلاف الكمية وظروف التعامل معها، وقد يكون البرونوبول ضاراً إذا تم استنشاقه كما أنه عندما يكون صلباً أو يكون بتراكيز عالية فإنه قد يكون مخرشاً للجلد والأعين ولذا يُنصح بحماية الأعين  واستخدام القفازات والقناع الواقي من الغبار .
والبرونوبول يحترق ويولد غازات سامة نتيجة لذلك.

## التنافرات
يتنافر مع ثيوسلفات الصوديوم – ميتابيوسلفات الصوديوم ومع أوكسيد أمين. إن استعمال الألمنيوم في تغليف المنتج الذي يحوي على البرونوبول يجب أن يتم تجنبه.